# Tropidodipsas philippii
Espèce
Synonymes
- Leptognathus philippii Jan, 1863
- Leptognathus albocinctus Fischer, 1885
- Tropidodipsas freiae Shannon & Humphrey, 1959
- Tropidodipsas occidentala Oliver, 1937

Statut de conservation UICN

 LC  : Préoccupation mineure
Tropidodipsas philippii  est une espèce de serpents de la famille des Dipsadidae.

## Répartition
Cette espèce est endémique du Mexique. Elle se rencontre dans les États de Sinaloa, de Nayarit et de Colima.

## Publication originale
- Jan, 1863 : Elenco Sistematico degli Ofidi descriti e disegnati per l'Iconografia Generale. Milano, A. Lombardi, p. 1-143 (texte intégral).